# Vrijhoeve-Capelle
Vrijhoeve-Capelle is een dorp in de Nederlandse provincie Noord-Brabant.
Vrijhoeve-Capelle vormde een aparte gemeente tot het jaar 1923, toen het deel ging uitmaken van de nieuw gevormde fusiegemeente Sprang-Capelle. Er woonden toen 559 mensen. In 1997 ging deze gemeente op in de gemeente Waalwijk. In 2008 had Vrijhoeve-Capelle ongeveer 4.300 inwoners.

## Ligging en nabijgelegen kernen
Het dorp ligt in de gemeente Waalwijk, ongeveer 10 km ten noorden van Tilburg.
Nabijgelegen kernen zijn Sprang, Kaatsheuvel, Capelle en Waspik-Zuid.

## Geschiedenis
Vrijhoeve-Capelle was onderdeel van het Baljuwschap Zuid-Holland. De grens liep over de Zuidhollandse Dijk, die evenwijdig aan de lengterichting van het dorp, maar enkele honderden meter ten zuiden daarvan liep. Het dorp heeft zich als een straatdorp ontwikkeld, met vrijwel loodrecht daarop de buurtschap Hooge Vaart, alwaar zich het Kasteel Zuidewijn bevindt. Het dorp is protestants van signatuur. Ook bevindelijk protestantisme treft men er in diverse vormen aan.
In de laatste decennia van de 20e eeuw is er ten noorden van Vrijhoeve-Capelle een nieuwbouwwijk ontstaan.

## Bezienswaardigheden
- Kasteel Zuidewijn in de buurtschap Hooge Vaart, van oorsprong een 15e-eeuwse edelmanswoning. De oudste delen dateren van eind 16e en de 17e eeuw.
- Van de Zuivelfabriek "De Toekomst" is de schoorsteen nog blijven staan.
- Het voormalige raadhuis van Sprang-Capelle, uit 1924.
- Diverse monumentale woonhuizen en boerderijen, aan de Nieuwe Vaart en de Kerkstraat.

### Kerkelijke gebouwen
- Gereformeerde kerk De Brug[3] aan de Heistraat 4, een gebouw uit 1889 ten behoeve van eene doleerende kerk. Het gebouw heeft neogotische en neoclassicistische kenmerken. In 1998 kwam een uitbreiding gereed, onder architectuur van Huub Branderhorst. Het merkwaardige orgel is in victoriaanse stijl uitgevoerd en in 1894 gebouwd door de firma P. Conacher & Co. Het bevond zich in de Brybowydd Chapel te Blaenau Ffestiniog, Noord-Wales. Het werd in 1981 aangekocht en is sinds 1983 te Vrijhoeve in gebruik.
- Gebouw van de Gereformeerde Gemeenten Vrijhoeve-Capelle[4] (v/h in Nederland en Noord-Amerika), aan de Julianalaan 8, uit 1953. Eenvoudig bakstenen gebouwtje met rondboogvensters en dakruiter.
- Gebouw van de Gereformeerde Gemeenten in Nederland Vrijhoeve-Capelle[5], aan de Korte Heistraat 2, uit 1953. Oorspronkelijk een houten katholieke noodkerk uit Limburg, aangekocht door de GGiN en naar Vrijhoeve-Capelle verplaatst. In 1978 met baksteen ommanteld. Eenvoudig bakstenen gebouwtje met spitsboogvensters en dakruiter.
- Hersteld Hervormde kerk Vrijhoeve-Capelle[6] aan de Raadhuisplein 116, is een voormalige boerderij die in 2007 tot kerk is verbouwd en daartoe een dakruitertje heeft gekregen.

## Natuur en landschap
Ten noorden van Vrijhoeve-Capelle ligt de voormalige Halve Zolenlijn, ter plaatse in gebruik als een fietspad. Ten noorden daar weer van ligt het natuurgebied Westelijke Langstraat, met Kasteel Zuidewijn en de bruggen en sluizen over en in het Zuiderafwateringskanaal. Hier zijn een aantal petgaten te vinden.

## Verenigingen
- Voetbalvereniging SSC'55 3de klasse
- voetbalvereniging sv Capelle 3de klasse

## Voorzieningen
Op het Raadhuisplein, met het voormalige gemeentehuis, zijn winkels. Het vervult een centrumfunctie voor de omliggende dorpen.